# Circuito de Baloncesto de la Costa del Pacífico 2011
La Temporada 2011 del CIBACOPA fue la undécima edición del Circuito de Baloncesto de la Costa del Pacífico. Se jugó una temporada regular de 190 partidos (38 juegos por cada uno de los 10 equipos).

## Sistema de competición
La competencia del CIBACOPA se desarrolló en dos etapas:
- Temporada regular: Se integró por las 38 jornadas de la temporada.
- Postemporada: Se integró por los partidos que se disputaron de cuartos de final, semifinales y final.

### Temporada regular
En la temporada regular participaron los 10 equipos del CIBACOPA jugando todos contra todos durante las 38 jornadas. Se observó el sistema de puntos y la ubicación en la Tabla General.
- Por juego ganado se obtuvieron dos puntos.
- Por juego perdido un punto.

El orden de los clubes al final de la temporada regular del torneo correspondió a la suma de los puntos obtenidos por cada uno de ellos. Si al finalizar las 38 jornadas del torneo, dos o más equipos hubieran estado empatados en puntos, su posición en la Tabla General hubiera sido determinada atendiendo al criterio de desempate por más puntos anotados.
Participaron por el título de Campeón del CIBACOPA los ocho mejores de la Tabla General.

### Postemporada
Los ocho clubes calificados para la postemporada del torneo fueron reubicados de acuerdo con el lugar que ocuparon en la Tabla General al término de la jornada 38. Los partidos se jugaron a ganar cuatro de siete posibles partidos en formato 2-3-2, en las siguientes etapas:
- Cuartos de final.
- Semifinales.
- Final.

Los partidos de los cuartos de final se jugaron de la siguiente manera:
| 1° | vs | 8° |
| 2° | vs | 7° |
| 3° | vs | 6° |
| 4° | vs | 5° |

En las Semifinales participaron los cuatro clubes vencedores de los cuartos de final, reubicándolos del uno al cuatro y se enfrentaron de la siguiente manera:
| 1° | vs | 4° |
| 2° | vs | 3° |

Disputaron el título de Campeón del CIBACOPA los dos clubes vencedores de las semifinales; el club vencedor de la final y por lo tanto campeón, fue aquel que ganó cuatro de siete posibles encuentros.

## Campeón de Liga
El Campeonato del Circuito de Baloncesto de la Costa del Pacífico lo obtuvieron los Mineros de Cananea, los cuales derrotaron en la Serie Final a los Rayos de Hermosillo por barrida de 4 juegos a 0, coronándose el equipo cananense en calidad de visitante en el propio Gimnasio del Estado de Sonora de Hermosillo, Sonora.

## Equipos participantes
| Circuito de Baloncesto de la Costa del Pacífico 2011 |                           |                                     |
| Equipo                                               | Ciudad                    | Pabellón                            |
| Bomberos de Mexicali                                 | Mexicali, Baja California | Auditorio del Estado                |
| Caballeros de Culiacán                               | Culiacán, Sinaloa         | Polideportivo Juan S Millán         |
| Frayles de Guasave                                   | Guasave, Sinaloa          | Gimnasio "Luis Estrada Medina"      |
| Fuerza Guinda de Nogales                             | Nogales, Sonora           | Gimnasio "Carlos Hernández Carrera" |
| Lagartos UAN de Tepic                                | Tepic, Nayarit            | Mesón de los Deportes de la UAN     |
| Mineros de Cananea                                   | Cananea, Sonora           | Gimnasio "Luis Encinas Johnson"     |
| Ostioneros de Guaymas                                | Guaymas, Sonora           | Gimnasio Municipal de Guaymas       |
| Pioneros de Los Mochis                               | Los Mochis, Sinaloa       | Auditorio "Benito Juárez"           |
| Rayos de Hermosillo                                  | Hermosillo, Sonora        | Gimnasio del Estado de Sonora       |
| Tijuana Zonkeys                                      | Tijuana, Baja California  | Auditorio Fausto Gutiérrez Moreno   |

## Clasificación
- Actualizadas las clasificaciones al 31 de mayo de 2011.

JJ = Juegos Jugados, JG = Juegos Ganados, JP = Juegos Perdidos, Ptos. = Puntos Obtenidos = (JGx2)+(JP), JV = Juegos de Ventaja
| Clasificado a los playoffs |

| Eliminado de los playoffs |

| Clasificación General    |    |    |    |       |    |
| Equipo                   | JJ | JG | JP | Ptos. | JV |
| Mineros de Cananea       | 38 | 29 | 9  | 67    | -- |
| Caballeros de Culiacán   | 38 | 28 | 10 | 66    | 1  |
| Rayos de Hermosillo      | 38 | 27 | 11 | 65    | 2  |
| Frayles de Guasave       | 38 | 22 | 16 | 60    | 7  |
| Ostioneros de Guaymas    | 38 | 21 | 17 | 59    | 8  |
| Fuerza Guinda de Nogales | 38 | 19 | 19 | 57    | 10 |
| Bomberos de Mexicali     | 38 | 17 | 21 | 55    | 12 |
| Tijuana Zonkeys          | 38 | 15 | 23 | 53    | 14 |
| Lagartos UAN de Tepic    | 38 | 8  | 30 | 46    | 21 |
| Pioneros de Los Mochis   | 38 | 4  | 34 | 42    | 25 |

## Playoffs
|  | Cuartos de final | Cuartos de final | Cuartos de final |            |   | Semifinales | Semifinales | Semifinales |  |   | Final            | Final | Final |  |
|  |                  |                  |                  |            |   |             |             |             |  |   | 19 - 24 de junio |       |       |  |
|  |                  |                  |                  |            |   |             |             |             |  |   |                  |       |       |  |
|  |                  |                  |                  |            |   |             |             |             |  |   |                  |       |       |  |
|  | 1                | 'Mineros'        | 4                |            |   |             |             |             |  |   |                  |       |       |  |
|  | 1                | 'Mineros'        | 4                |            |   |             |             |             |  |   |                  |       |       |  |
|  | 8                | Zonkeys          | 0                |            |   |             |             |             |  |   |                  |       |       |  |
|  | 8                | Zonkeys          | 0                |            | 1 | 'Mineros'   | 4           |             |  |   |                  |       |       |  |
|  |                  |                  |                  |            | 1 | 'Mineros'   | 4           |             |  |   |                  |       |       |  |
|  |                  |                  | 5                | Ostioneros | 1 |             |             |             |  |   |                  |       |       |  |
|  | 4                | Frayles          | 5                | Ostioneros | 1 | 3           |             |             |  |   |                  |       |       |  |
|  | 4                | Frayles          |                  |            |   |             |             |             |  |   |                  |       |       |  |
|  | 5                | 'Ostioneros'     | 4                |            |   |             |             |             |  |   |                  |       |       |  |
|  | 5                | 'Ostioneros'     | 4                |            |   |             |             |             |  | 1 | 'Mineros'        | 4     |       |  |
|  |                  |                  |                  |            |   |             |             |             |  | 1 | 'Mineros'        | 4     |       |  |
|  |                  |                  | 3                | Rayos      | 0 |             |             |             |  |   |                  |       |       |  |
|  | 2                | 'Caballeros'     | 3                | Rayos      | 0 | 4           |             |             |  |   |                  |       |       |  |
|  | 2                | 'Caballeros'     |                  |            |   |             |             |             |  |   |                  |       |       |  |
|  | 7                | Bomberos         | 0                |            |   |             |             |             |  |   |                  |       |       |  |
|  | 7                | Bomberos         | 0                |            | 2 | Caballeros  | 3           |             |  |   |                  |       |       |  |
|  |                  |                  |                  |            | 2 | Caballeros  | 3           |             |  |   |                  |       |       |  |
|  |                  |                  | 3                | 'Rayos'    | 4 |             |             |             |  |   |                  |       |       |  |
|  | 3                | 'Rayos'          | 3                | 'Rayos'    | 4 | 4           |             |             |  |   |                  |       |       |  |
|  | 3                | 'Rayos'          |                  |            |   |             |             |             |  |   |                  |       |       |  |
|  | 6                | Fuerza Guinda    | 2                |            |   |             |             |             |  |   |                  |       |       |  |
|  | 6                | Fuerza Guinda    | 2                |            |   |             |             |             |  |   |                  |       |       |  |
|  |                  |                  |                  |            |   |             |             |             |  |   |                  |       |       |  |

### Final
| Fecha                       | Hora  | Equipo local        | Resultado                                                                                                 | Equipo visitante    |
| --------------------------- | ----- | ------------------- | --- | ------------------- |
| 19 de junio de 2011         | 20:00 | Mineros de Cananea  | 104 - 94                                                                                                  | Rayos de Hermosillo |
| 20 de junio de 2011         | 20:00 | Mineros de Cananea  | 81 - 72 (enlace roto disponible en Internet Archive; véase el historial, la primera versión y la última). | Rayos de Hermosillo |
| 23 de junio de 2011         | 20:00 | Rayos de Hermosillo | 84 - 90 (enlace roto disponible en Internet Archive; véase el historial, la primera versión y la última). | Mineros de Cananea  |
| 24 de junio de 2011         | 20:00 | Rayos de Hermosillo | 73 - 87                                                                                                   | Mineros de Cananea  |
| Mineros gana la serie 4 - 0 |       |                     | |                     |

## Líderes individuales
| Categoría   | Jugador                                  | Promedio |
| ----------- | ---------------------------------------- | -------- |
| Puntos      | Kevin Edward Sowell (Frayles de Guasave) | 30.8     |
| Rebotes     | Brandon Brown (Mineros de Cananea)       | 11.0     |
| Asistencias | William Elijah Funn (Frayles de Guasave) | 8.5      |